# Patxi Saez Beloki
Patxi Saez Beloki né le 8 mars 1964 à Beasain, au Guipuscoa dans le Pays Basque espagnol, est un sociolinguiste basque, membre de la commission de soutien du basque dans le département Jagon à l'Académie de la langue basque (Euskaltzaindia). Il est titulaire d'une licence en Sciences Sociales et de l'Information et est Spécialiste en Planification Linguistique de l'Université du Pays basque.

## Le Paradigme du Chariot
Le 12 février 2016, à Bilbao, au siège officiel de l'Académie de la langue basque, devant plus d'une centaine de académiciens, de chercheurs, de bascologues, et de spécialistes de la langue basque, il a présenté pour la première fois le Paradigme du Chariot, également appelé Paradigme de la Nécessité Naturelle. 
Le Paradigme du Chariot propose un nouveau paradigme sociolinguistique pour la revitalisation des langues minorisées. C'est un archétype ou un modèle théorique qui articule le chariot de la revitalisation de la langue sur deux roues motrices —celle de l'acquisition de la langue et celle de son utilisation— qui tournent simultanément sur le même axe en s'alimentant mutuellement. La force motrice du chariot de revitalisation linguistique représente le besoin vital et fonctionnel d'utiliser la langue comme instrument de communication sociale pour satisfaire les besoins humains. Ainsi, la construction théorique du Paradigme du Chariot est interconnectée avec la Pyramide de Maslow ou la hiérarchie des besoins humains.
Selon ce cadre théorique, la revitalisation linguistique de toute langue doit commencer par la satisfaction des besoins humains les plus fondamentaux et les plus primitifs de communication efficace et affective de l'individu (tels que les relations mère-enfant et familiales, ainsi que les relations les plus intimes d'amitié et de camaraderie). Après avoir répondu aux besoins vitaux de communication de la première socialisation de l'individu, la revitalisation linguistique doit se concentrer sur les besoins naturels de communication de la seconde socialisation, comme l'éducation et l'environnement culturel de l'individu, dans laquelle interviennent des agents de socialisation aussi importants que l'école et les médias, avec un rôle très pertinent pour l'Internet et les réseaux sociaux. Enfin, selon le Paradigme du Chariot, l'activité humaine par excellence, étroitement liée à l'évolution sociale et transversale de tous les besoins humains, qu'est le travail. Ce dernier satisfait le besoin humain le plus primitif, tel le besoin vital de nourriture, au plus complexe ou sophistiqué, telle la réalisation de soi comme être humain, située au sommet de la pyramide de Maslow. Par conséquent, la récupération effective de toute langue, en tant qu'instrument de communication sociale, culmine dans la normalisation de la langue sur le travail, une activité centrale de l'organisation sociale de l'individu.